# Джанібек-хан
Джанібек-хан (д/н — 1521) — кримський хан у 1476—1477 роках, астраханський хан у 1514—1521 роках.

## Життєпис

### Молоді роки
Походив з роду Тукатимуридів, гілки династії Чингізидів. Втім через велику кількість представників цього роду до тепер точаться дискусії щодо батьків Джанібека. За однією версією був сином Махмуда, астраханського хана, або Ахмата, хана Великої Орди. І. Вашарі, спираючись на ярлик кримського хана Менґлі I Ґерая (4 квітня 1478 — 24 березня 1479 р.), в якому той вимагав від мешканців м. Кирк-єр не пускати до себе синів Саїд-Ахмада, припустив, що Джанібек міг бути саме його сином. При цьому розглядав Саїд-Ахмада як сина кримського володаря Бек-Суфі, що походив від старшої гілки Тукатимуридів. Разом з тим Ахмат-хан в низці джерел називають Саїд-Ахмад-ханом.
Тому щодо дитинства Джанібека також існують дискусії: за одними відомостями молоді роки провів в Хаджи-Тархані (при дворі астраханського хана Махмуда), за іншими в Аккермані (Буджак) або при молдавському дворі господаря Петра Арона. Близько 1472/1473 року згідно одного з листів Івана III, великого князя Московського, він «був козаком», тобто вів вільне кочове життя або мав власну орду, з якою мігрував десь в районі колишнього Самаро-Орельського улусу. На той час йменувався Джанібек-султан. 
У 1474 році він просився на московську службу. Тоді Іван III запевняв Менґлі I Ґерая, що не прийняв його, оскільки він був ворогом кримського хана, а насправді дав Джанібек-султану можливість перебувати в межах Великого князівства Московського, щоб той відгодовував коней та збирав вояків і прихильників. Того ж року Джаніьек прийняв до себе Шейдака, сина померлого карачибея Мамака з роду мурз Ширінів. В цей час він перебрався до пониззя Дону в межі Астраханського ханства. Цей факт може свідчити про спорідненість з ханом Махмудом.

### Кримський хан
Невдовзі Джанібек вирішив скористатися протистоянням братів Менґлі I Ґераєм і Нур-Девлета задля захоплення Кримського ханства. Для попередження цьому перший відправив Довтелек-мурзу, син карачибея Емінека Ширіна, щоб той умовив великого князя Московського взяти на свою службу Джанібека.
Влітку 1475 року османські війська захопили генуезькі колонії на південному узбережжі Криму, після чого Менґлі I Ґерай визнав зверхність османського султана. Невдовзі рід Барин повстав проти карачибея Емінека Ширіна, що набув значної ваги в ханстві. Карачибей Абдаллах Барин почав перемовини з Джанібека щодо передачі тому кримського трону. Втім заколот було придушено. Після цього Емінек Ширін з османським військом рушив на Молдавію, де зазнав поразки від господаря Штефана III, а хан Менґлі I Ґерай був розбитий військо Ахмата, хана Великої Орди, якого підбурив до війни венеціанський дож Андреа Вендрамін задля послаблення османського впливу в Причорномор'ї.
Війська Великої Орди вдерлися до Криму. В цей час Менґлі I Ґерай втік до Буджаку (надалі перевезено до бейлербейства Румелія), а в Солхаті і Кирк-єрі отаборився Нур-Девлет, якого підтримали османи. Проте 1476 року зазнав поразки від Ахмат-хана, який поставив на кримський трон Джанібека.
Останній невдовзі став проводити самостійну політику, відновивши союз з Великим князівством Московським (туди відправив посланця Джафер-Берди), що протирічило планам хана Великої Орди. Також уклав союз з Касимом I (ймовірно зведеним братом), астраханським ханом, щодо спільних дій проти Ахмат-хана.
Втім вже влітку 1477 року за підтримки литовського війська Нур-Девлет повалив Джанібека, відновившись на троні. Джанібек втік до Москви.

### Астраханський хан
Можливо згодом пеебрався до ногайців, з огляду нагарні їх відносини з Москвою. 1514 року за підтримки бія Алчагіра повалив брата Абдул-Керіма, захопивши Хаджи-Тархан. Того ж року виступив проти Шейх-Мухаммеда, суперника Алчагіра за владу в Ногайській Орді. За невідомих мотивів не дочекався ногайців, рушив на Шейх-Мухаммеда разом з Музаффаром, сина Ахмат-хана. Шейх-Мухаммед ледве врятувався, а його майно та улуси були захоплені. Ногайські мурзи на чолі з Алчагіром були обурені тим, що вони втратили здобич. Алчагір вимагав від Джанібека, щоб той пограбував на його користь Музаффара, але той відмовився і ногайці повернулися на Яїк.
1515 року виступив проти тюменського хана Хаджи-Ахмада, перемігши того, пограбувавши землі уздовж річок Куми і Тереку. Поставив на трон Ак-Кубека, що визнав зверхність Джанібека. Водночас продовжував чинити спротив намірам Алгачіра посилити свій вплив ханстві.1519 року ногайцям було завдано тяжкої поразки від казахського хана Хак-Назара, що поліпшило ситуацію для Джанібека. При цьому астраханський хан наказав вбити бія Шейх-Мухаммеда, що втік до Хаджи-Тархану.
Між квітнем й серпнем 1521 року хан Джанібек імовірно загинув у бою з ногайцями на чолі із Саїд-Ахмад-беєм. Трон перейшов до його сина Хусейна.